# درک تلر
درک تلر (انگلیسی: Derek Theler؛ زادهٔ ۲۹ اکتبر ۱۹۸۶) بازیگر و مدل آمریکایی است. او بیشتر به خاطر ایفای نقش دنی در کمدی موقعیت بابای بچه (۲۰۱۷–۲۰۱۲) شناخته شده‌است.
از فیلم‌ها یا برنامه‌های تلویزیونی که وی در آن نقش داشته‌است می‌توان به برنامه امشب با کونان اوبراین (۲۰۱۰–۲۰۰۹)، کوگار تاون (۲۰۰۹)، روز ولنتاین (۲۰۱۰)، بیارش گریک (۲۰۱۰)، ۹۰۲۱۰ (۲۰۱۱)، بابای بچه (۲۰۱۷–۲۰۱۲) و خدایان آمریکایی (۲۰۱۹) اشاره کرد.